# Sangaris cancellata
Sangaris cancellata är en skalbaggsart som först beskrevs av Bates 1881.  Sangaris cancellata ingår i släktet Sangaris och familjen långhorningar. Inga underarter finns listade i Catalogue of Life.